# 科貝烏卡

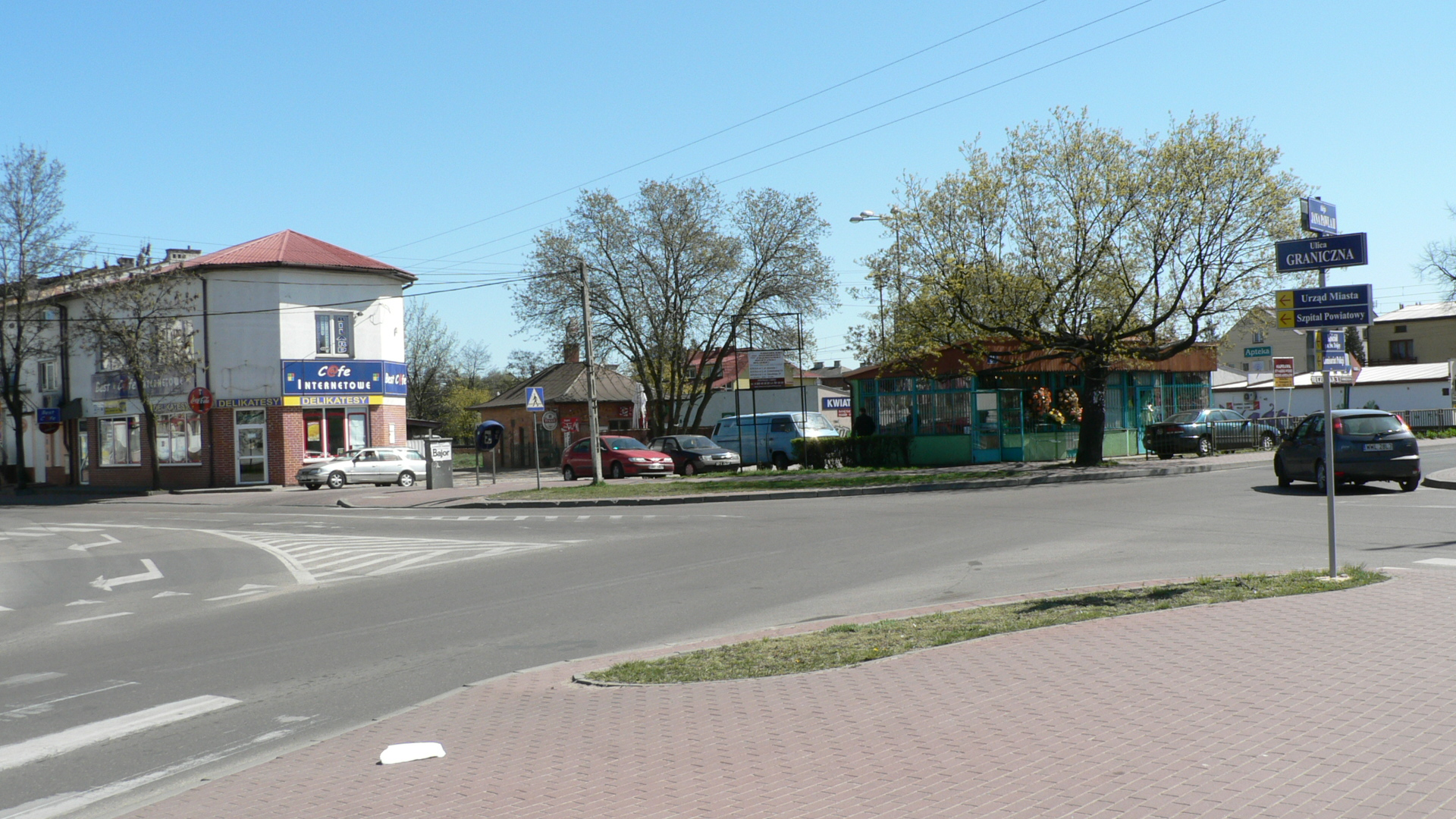

科貝烏卡是波蘭的城鎮，位於該國東部，距離首都華沙17公里，由馬佐夫舍省負責管轄，面積20.05平方公里，2002年該鎮人均收入為290歐元，2006年人口17,897。
52°20′N 21°11′E / 52.333°N 21.183°E

## 外部連結
- Jewish Community in Kobyłka （页面存档备份，存于） on Virtual Shtetl